# 傑克·索克
傑克·索克（Jack Sock，1992年9月24日—）是一位美國職業網球運動員。
2011年美國網球公開賽，索克與同胞梅蘭妮·歐丁奪得混合雙打比賽冠軍。
2016年里約熱內盧奧運會，在混雙與同胞比丹妮·瑪蒂克-桑茲打敗同樣來自美國的大威廉絲和拉傑夫·拉姆，奪下金牌，以及和斯蒂夫·約翰遜在男子雙打銅牌戰以直落二打敗來自加拿大的組合，奪得一金一銅。

## 外部連結
- 傑克·索克（英文/西班牙文）的官方資料
- 傑克·索克的國際網球總會 職業／青少年 官方資料（英文）
- 傑克·索克的官方資料（英文）